# Parque acuático Serena

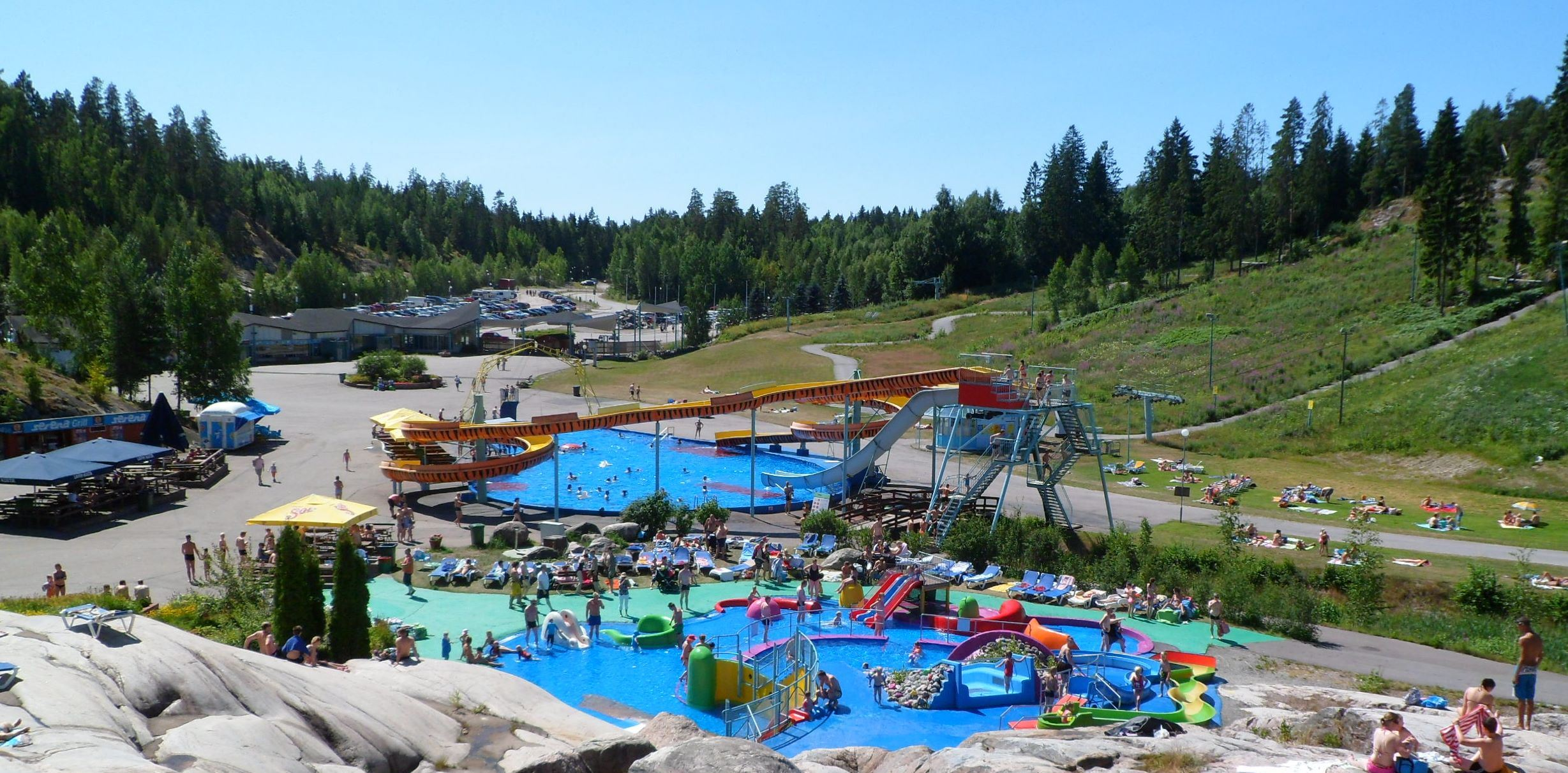
Parque acuático Serena

El Parque acuático Serena (en finés: Vesipuisto Serena) es un parque acuático en el Lahnus distrito de Espoo, Finlandia, que se abrió al público en 1989. Serena es el parque acuático cubierto más grande de los países nórdicos y también uno de los destinos turísticos más populares del Finlandia Meridional, con más de 200.000 personas que visitan el parque acuático cada año.
Desde 2007 es propiedad de la empresa española de ocio Aspro Parks.